# 2021年桌山大火
2021年桌山大火（英語：2021 Table Mountain fire，又稱開普敦大火）始於2021年4月18日，波及南非桌山國家公園和開普敦近郊社區，桌山上被破壞的建築物包括羅德斯紀念碑、開普敦大學的上校區和莫斯特風車。另外，5名消防員因傷住院。

## 火災和回應
野火始於2021年4月18日早上，鄰近位於桌山國家公園魔鬼峰上的羅德斯紀念碑消防員於早上8時45分接報。報道指大火由流浪漢造成，經松樹和瓦礫蔓延，風令其蔓延至大學校園和城市。高溫和乾燥的天氣亦加劇了火災的危險程度。
最初，大火引發的煙霧和風氣流阻礙了高空消防員的部署，其後，超過250名消防員參與了灌救，亦有4架直升機協助灑水救火。
到了下午2時10分，開普敦大學的學生需要疏散。當局向紐蘭茲森林的遠足人士發出警告盡快撤離。在下午4時05分，南非國家公園宣佈羅德斯紀念碑的餐廳已被摧毀，M3高速公路 (開普敦)亦需要關閉。
在翌日早上8時，沃爾默莊園、大學莊園等地區的居民需要撤離以預防火災進一步蔓延。到了下午3時，消防員指火災已「大致被控制」。

## 傷亡與損失

### 消防員
4月19日，西開普省省長阿倫·溫德指5名消防員被送往醫院其中至少4名因燒傷而入院。

### 羅德斯紀念碑
火災燒毀了羅德斯紀念碑的一間餐廳和鄰近的禮拜堂。

### 開普敦大學
開普敦大學內超過6座建築物被燒毀，而大學最主要的研究圖書館賈格爾圖書館亦被部分燒毀。雖然火災探測系統防止了火蔓延到圖書館的其他位置，但閱讀室被燒毀，擁有逾1300個收藏物和85000本書的檔案部門亦被毀。
H·W·皮爾森大廈發生火災，博盧斯植物標本室因處於狹窄地方而沒有受到傷害。一棟行政大樓的頂層亦嚴重損毀。開普敦發言人指部分宿舍亦遭殃。

### 莫斯特風車
火災亦導致了南非最古老的風車莫斯特風車被毀。

### 紐蘭茲
政府稱勞工部部長瑟拉斯·恩塞西的住宅被「完全摧毀」。

## 後續
4月18日，開普敦大學副校長宣佈暫停未來兩天的學術活動。到了4月19日，她指除了史墨茲宿舍（Smuts Hall）和富勒宿舍（Fuller Hall）的學生外，學生可在72小時內回到宿舍，又指要使富勒宿舍回復適居條件可能需時數月。

### 調查
2021年4月18日下午8時10分，一名35歲男子被捕，涉嫌引發這場大火。
開普敦市長安全及保安委員會委員JP史密夫指開普敦有目擊者表示看到有「三人經過叢林，期間起火」。